# قرار مجلس الأمن التابع للأمم المتحدة رقم 1727
قرار مجلس الأمن التابع للأمم المتحدة رقم 1727، الذي تم تبنيه بالإجماع في 15 ديسمبر / كانون الأول 2006، بعد التذكير بالقرارات السابقة بشأن الوضع في كوت ديفوار (ساحل العاج)، جدد المجلس حظر الأسلحة والماس على البلاد حتى 31 أكتوبر / تشرين الأول 2007.

## القرار

### أعمال
جدد القرار بموجب الفصل السابع العقوبات المفروضة بموجب القرارين 1572 (2004) و1643 (2005) حتى نهاية أكتوبر 2007. وطالب جميع الأطراف الإيفوارية بإتاحة الوصول غير المحدود إلى فريق الخبراء المعني برصد العقوبات وإلى أفراد من عملية الأمم المتحدة في كوت ديفوار وعملية يونيكورن، مؤكدا من جديد أن أي هجوم على الأفراد أو إعاقتهم سيشكل تهديدا لعملية المصالحة.
تم تمديد ولاية لجنة الخبراء لمراقبة تنفيذ العقوبات لمدة ستة أشهر، حتى 10 يناير 2007،  وطُلب من الأمين العام تقديم تقرير عن الوضع.
وأخيرًا، أعلن المجلس أنه سيفرض عقوبات محددة الهدف على الأفراد الذين:
- يشكونل تهديدا للسلام والمصالحة؛
- هاجموا أو منعوا عملية الأمم المتحدة في كوت ديفوار، أو القوات الفرنسية، أو الممثل السامي للانتخابات، أو مجموعة العمل الدولية، أو الوسيط أو ممثله من أداء مهامهم؛
- كانوا مسؤولين عن انتهاكات حقوق الإنسان والقانون الإنساني الدولي؛
- التحريض على الكراهية والعنف؛
- انتهكوا العقوبات التي فرضها مجلس الأمن.

## روابط خارجية
- نص القرار في undocs.org